# El Tapextle
El Tapextle är en ort i Mexiko.   Den ligger i kommunen Pueblo Nuevo och delstaten Durango, i den centrala delen av landet, 800 km nordväst om huvudstaden Mexico City. El Tapextle ligger 2 487 meter över havet och antalet invånare är 201.
Terrängen runt El Tapextle är kuperad åt sydost, men åt nordväst är den bergig. Runt El Tapextle är det mycket glesbefolkat, med 6 invånare per kvadratkilometer. El Tapextle är det största samhället i trakten. I omgivningarna runt El Tapextle växer i huvudsak blandskog.